# Canton du Mans-Ville-Est
Le canton du Mans-Ville-Est est une ancienne division administrative française située dans le département de la Sarthe et la région Pays de la Loire.

## Géographie
Ce canton urbain était limité par l'Huisne à partir de l'usine des eaux puis par la voie ferrée Paris-Nantes jusqu'au pont de la Sarthe et enfin par la Sarthe du pont de chemin de fer jusqu'à son confluent avec l'Huisne (Sables d'Or).
Il se composait des quartiers Sablons-Est, Sablons-Ouest, Jaurès, Miroir, Gare Sud et Sables d'Or.

## Histoire
Canton créé en 1982.

## Représentation
| Période | Période | Identité          | Étiquette | Qualité                                                                                                |
| ------- | ------- | ----------------- | --------- | --- |
| 1982    | 2001    | Pierre Rouzière   | PS        | Professeur de mathématiques, adjoint au maire du Mans, Député suppléant de Raymond Douyère (1981-1986) |
| 2001    | 2015    | Jacqueline Pedoya | PS        | Enseignante, adjointe au maire du Mans, élue en 2015 dans le canton du Mans-5                          |

Le canton participe à l'élection du député de la deuxième circonscription de la Sarthe.
Pierre Rouzière a été nommé conseiller général honoraire du canton par arrêté préfectoral du 7 janvier 2003.

## Composition
Le canton du Mans-Ville-Est défini en 1982 contenait une partie de la commune du Mans et comptait 20 541 habitants en 2012 (population municipale). La partie du Mans comprise dans ce canton était délimitée « au nord par la ligne de chemin de fer Paris-Le Mans jusqu'à la Sarthe ; à l'ouest par la Sarthe jusqu'à l'Huisne ; au sud par l'Huisne ».
À la suite du redécoupage des cantons pour 2015, le territoire est essentiellement partagé entre le canton du Mans-7, à l'ouest de la ligne de chemin de fer Paris-Le Mans, et le canton du Mans-5, à l'est. Une petite portion, entre la rue de la Bertinière et la voie de chemin de fer, est intégrée au canton du Mans-3.

### Anciennes communes
L'ancienne commune de Pont-Lieue, absorbée en 1855 par Le Mans, était partiellement comprise dans le canton du Mans-Ville-Est.

## Démographie
| 1982 | 1990   | 1999   | 2006   | 2011   | 2012   |
| ---- | ------ | ------ | ------ | ------ | ------ |
| -    | 23 063 | 21 979 | 20 539 | 20 619 | 20 541 |